# Aubigny-au-Bac
Aubigny-au-Bac är en kommun i departementet Nord i regionen Hauts-de-France i norra Frankrike. Kommunen ligger i kantonen Arleux som tillhör arrondissementet Douai. År 2022 hade Aubigny-au-Bac 1 167 invånare.

## Befolkningsutveckling
Antalet invånare i kommunen Aubigny-au-Bac
| Referens: INSEE |